# Jenna Burdette
Jenna Lynn Burdette (ur. 30 września 1995 w Coolville) – amerykańska koszykarka występująca na pozycjach rozgrywającej lub rzucającej.
W styczniu 2019 zrezygnowała z występów z TS Ostrovii Ostrów Wielkopolski.

## Osiągnięcia
Stan na 12 stycznia 2019, na podstawie, o ile nie zaznaczono inaczej.
NCAA
- Uczestniczka rozgrywek:
  - Elite 8 turnieju NCAA (2015)
  - turnieju NCAA (2015, 2017, 2018)
- Mistrzyni:
  - turnieju konferencji Atlantic 10 (2017)
  - sezonu regularnego konferencji A-10 (2017, 2018)
- Most Outstanding Performer (MOP=MVP) turnieju konferencji A-10 (2017)
- Laureatka:
  - White Allen MVP Award (2018)
  - Female RUDY award (2018)
- Zaliczona do:
  - I składu:
    - konferencji A-10 (2018)
    - najlepszych zawodniczek pierwszorocznych konferencji A-10c (2015)
    - turnieju:
      - konferencji A-10 (2017)
      - Florida Sunshine Classic (2017)

  - II składu konferencji A-10 (2017)
  - III składu konferencji A-10 (2016)
  - składu:
    - A-10 Commissioner’s Honor Roll (2015, 2018)
    - Dayton All-Academic Roster (2016)